# Lagrange Point
Lagrange Point — компьютерная ролевая игра, разработанная и изданная компанией Konami и выпущенная эксклюзивно в Японии 26 апреля 1991 года для Famicom. Игра отсылает к точкам Лагранжа — пяти позициям в пространстве, в которых может быть размещено тело пренебрежимо малой массы, которое затем сохранит своё положение относительно двух существующих массивных тел.
Lagrange Point примечательна тем, что она, как и другие когда-либо выпущенные игры, использует интегральную схему звукового генератора Virtual ROM Controller VII (VRC7), который радикально улучшает качество музыки и звуковых эффектов, использованные в игре. Lagrange Point никогда не была локализована для западной аудитории, однако неофициальный английский перевод игры был выпущен в 2014 году компанией Aeon Genesis.

## Сюжет
В 22 веке люди начали осваивать космическое пространство. В точке Лагранжа были созданы три крупные космические колонии: скопление Изиды, две искусственные биосферы, названные Земля-1 и Земля-2, и спутник. Через 55 лет после создания скопления, в 0024 году, на Земле-2 произошла вспышка биологической опасности. Все попытки установить контакт с Землёй-2 оказались безуспешными. Исследовательская группа под руководством пилота Джина направляется к Земле-1. По прибытии на Землю-1 на группу нападают роботы, и шаттл взрывается из-за полученных в бою повреждений, отключая Джина.
Джин приходит в себя в медицинском центре города Айсис и узнаёт, что один из членов его команды смертельно ранен. Этот член команды сообщает Джину, что их цель — найти Столте, исследователя из Лаборатории биоисследований Земли-2. Джин отправляется на поиски Столте, где бы он ни находился на Земле-2.

## Разработка и выход игры
В честь столетия журнала Family Computer Magazine был запущен проект Geimu Koubou, в рамках которого читатели могли принять участие в создании игры. Проект требовал от участников предложений по различным аспектам игры: персонажам, сюжету, фоновой музыке, логотипу и другим элементам. В игре были использованы предложенные читателями идеи. Например, название игры, дизайн персонажей врагов (Danbou, Metal Kong), имена персонажей (Marine Sensor, Camantula) и несколько треков фоновой музыки (указанных на CD с саундтреком) были взяты из предложений читателей. Также были использованы сообщения от жителей (чьи имена также отображаются в игре). Отбором предложений занимались Хадзимэ Анзай и Мотоаки Фурукава. В категории фоновой музыки был выбран Хамаудзу Масаси, который позже стал композитором музыки для игр.
Для музыки в ПЗУ-кассету был вмонтирован специальный звуковой чип «VRC7», который реализовывал FM-звук в программном обеспечении Famicom. Музыку написали Назо Назо Судзуки, Тосукеномия и Фудзио из Konami Kukeiha Club, а также Такахаси Нориюки и Добаши Аки из Rebecca. Финальную тему исполнил новичок Аки Хата. Дизайн персонажей был разработан мангакой Хосоно Фудзихико. Игра была представлена как «игра, в которой участвовали мангаки CoroCoro», вместе с Time War Chronicles Mu» (1991).
Также игра была адаптирована в виде комикса в журнале Famimaga, который был написан двумя людьми, работавшими в то время помощниками Хосоно Фудзихико. Комикс публиковался четыре раза, начиная с 8-го выпуска в 1991 году, но так и не был издан в виде книги. Только первая глава была включена в «Lagrange Point Complete Strategy Guide», издаваемый Tokuma Shoten.